# Хукман-Янковская, Нина Георгиевна
Ни́на Ху́кман-Янковская (нидерл.   Nina Hoekman-Jankovskaja; урожд. Нина Георгиевна Янковская; 8 августа 1964, Киев — 26 июня 2014) — советская, украинская и нидерландская шашистка. Международный гроссмейстер, многократный призёр чемпионатов мира и Европы, двукратная чемпионка СССР и 11-кратная чемпионка Нидерландов по международным шашкам, чемпионка мира 2001 года по молниеносной игре.

## Личная жизнь
Нина Янковская родилась в 1964 году в Киеве. В 1995 году она вышла замуж за нидерландского шашиста Хенка Хукмана и перебралась в Зютфен. В 2004 году  у неё родился сын, Олег, причём незадолго до его рождения, на восьмом месяце беременности, ещё играла в чемпионате мира в Заутеланде.

### Болезнь
В 2005 году у Нины Хукман нашли рак молочной железы. Она прошла операцию по удалению груди и шесть курсов химиотерапии, но даже в это время продолжала выступать, заняв третье место в чемпионате мира и второе в чемпионате Европы. В 2010 году были обнаружены метастазы, которые развились ещё дальше в 2011 году.
Несмотря на это, чередуя химиотерапии с соревнованиями, ей удалось с успехом продолжать выступления в международных и внутренних соревнованиях на высшем уровне. После очередного ухудшения в сентябре 2013 года врачи предсказали, что Нина не проживет больше 2 недель. Она уже не могла двигаться, но снова, вопреки всем предсказаниям, продолжала играть. В марте 2014 года она снова приняла участие в чемпионате Нидерландов и в одиннадцатый раз стала чемпионкой (при этом ходы она могла только произносить, а делал их на доске специальный ассистент, который также управлял часами и сообщал Хукман об оставшемся времени). Это необыкновенное достижение было отмечено большинством голландских СМИ. На закрытии чемпионата Нине был вручен диплом почетного члена Голландской шашечной федерации.
Нина Хукман умерла 26 июня 2014 года.

## Спортивная карьера
В 1987 и 1991 годах Нина Янковская становилась чемпионкой СССР по международным шашкам. Эти результаты обеспечивали ей участие в чемпионатах мира, на втором из которых, в 1991 году, она завоевала второе место, что означало, что на следующий год она примет участие в матче на звание чемпионки мира в качестве претендентки.
Матч против Зои Голубевой прошёл в 1992 году в Киеве, уже столице независимой Украины, но «хозяйка» Янковская не смогла противостоять Голубевой, непревзойдённой именно в матчах. В 1993 году в Брюнссюме Янковская осталась четвёртой, и следующего шанса пришлось ждать до 1999 года, когда она уже выступала под флагом Нидерландов. Разделив в Якутске первое-третье места с Голубевой и россиянкой Татьяной Тетериной, Хукман-Янковская приняла участие в дополнительном двухкруговом матче-турнире в Москве. Сведя все четыре партии вничью, она опять осталась второй, а чемпионкой стала Голубева, сумевшая обыграть Тетерину.
В 2000 году в Зютфене Янковская сыграла свой второй матч на первенство мира и снова уступила Голубевой. С этого момента она участвовала в турнирах на звание чемпиона мира или Европы ежегодно, даже в годы, когда боролась за свою жизнь (см. Личная жизнь). В 2001 году она стала чемпионкой мира в молниеносной игре, а в середине десятилетия дважды становилась призёром, сначала мирового, а затем европейского первенства. В 2010 году Янковская в очередной раз получила шанс завоевать мировую корону в Уфе, но, взяв блестящий старт, она хуже провела концовку турнира и позволила себя догнать в последнем туре. Дополнительный матч за первое место пришлось опять играть против Голубевой, и опять латвийская шашистка оказалась сильнее. В 2010 году Нина Хукман в паре с Виталией Думеш также завоевала золотые медали первого командного чемпионата Европы среди женщин, выиграв четыре партии и только одну, с Тамарой Тансыккужиной, сведя вничью. На Всемирных интеллектуальных играх 2012 года она стала второй в классической программе и первой в быстрых шашках (оба турнира проводились по швейцарской системе с разным количеством начисляемых очков в зависимости от скорости побед).
В чемпионатах Нидерландов с момента переезда Хукман-Янковская постоянно оставалась одним из основных претендентов на победу, ведя борьбу с Карен ван Лит, Таней Чуб, Виталией Думеш и Ольгой Камышлеевой. Одиннадцать раз (1999, 2000, 2002, 2004, 2006, 2009—2014) она становилась чемпионкой Нидерландов, повторив рекорд, установленный ранее Карен ван Лит.

## Статистика выступлений в чемпионатах мира, Европы и Всемирных интеллектуальных играх
| Год  | Уровень | Место проведения    | Турнир/матч             | Результат     | Место |
| ---- | ------- | ------------------- | ----------------------- | ------------- | ----- |
| 1987 | ЧМ      | Минск               | Турнир                  | 7+4=2-        | 5     |
| 1991 | ЧМ      | Минск               | Турнир                  | 4+7=0-        | 2     |
| 1992 | ЧМ      | Киев                | Матч с З. Голубевой     | 0+9=2-        | 2     |
| 1993 | ЧМ      | Брюнссюм            | Турнир                  | 5+3=3-        | 4     |
| 1999 | ЧМ      | Якутск              | Турнир (шв.)            | 4+5=0-        | 2     |
| 2000 | ЧМ      | Зютфен              | Матч с З. Голубевой     | 0+3- по сетам | 2     |
| 2001 | ЧМ      | Велп                | Турнир (шв.)            | 2+7=0-        | 4     |
| 2002 | ЧЕ      | Вильнюс             | Турнир (шв.)            | 2+6=1-        | 13    |
| 2003 | ЧМ      | Заутеланде          | Турнир                  | 3+7=3-        | 8     |
| 2005 | ЧМ      | Латронико           | Турнир                  | 4+6=1-        | 3     |
| 2006 | ЧЕ      | Бовец               | Турнир (шв.)            | 4+4=1-        | 2     |
| 2007 | ЧМ      | Якутск              | Турнир                  | 7+4=4-        | 4     |
| 2008 | ЧЕ      | Таллин              | Турнир (шв.)            | 4+4=1-        | 5     |
| 2008 | ВИИ     | Пекин               | Турнир (шв. + плей-офф) | 4+6=1-        | 5—8   |
| 2010 | ЧЕ      | Семпульно-Краеньске | Турнир (шв.)            | 3+4=2-        | 5     |
| 2010 | ЧМ      | Уфа                 | Турнир                  | 3+7=0-        | 2     |
| 2012 | ВИИ     | Лилль               | Турнир (шв.)            | 7+0=2-        | 2     |
| 2012 | ЧЕ      | Эммен               | Турнир (шв.)            | 4+4=1-        | 2     |

1. ↑  Опередила по дополнительным показателям  Карен ван Лит
2. ↑  Разделила 1—3 места с  З. Голубевой и  Т. Тетериной, заняла 2 место по итогам дополнительного двухкругового матч-турнира в Москве
3. ↑  Опередила по дополнительным показателям  Л. Литвиненко и  Г. Георгиеву
4. ↑  3+5=1- в швейцарском турнире, выигрыш в Top16, ничья в Top8 против  Т. Чуб, занявшей более высокое место в отборе
5. ↑  Разделила 1—2 места с  З. Голубевой, проиграла в дополнительном матче 0+2=1-
6. ↑  Уступила  О. Федорович по дополнительному показателю